# Barcelos, Vila Boa e Vila Frescainha (São Martinho e São Pedro)
Barcelos, Vila Boa e Vila Frescainha (São Martinho e São Pedro) (oficialmente: União das Freguesias de Barcelos, Vila Boa e Vila Frescainha (São Martinho e São Pedro)) é uma freguesia portuguesa do município de Barcelos, com 9,3 km² de área e 11 349 habitantes (censo de 2021). A sua densidade populacional é 1 220,3 hab./km².

## História
Foi constituída em 2013, no âmbito de uma reforma administrativa nacional, pela agregação das antigas freguesias de Barcelos, Vila Boa, São Martinho de Vila Frescainha e São Pedro de Vila Frescainha e tem sede em Barcelos.

## Demografia
A população registada nos censos foi:
| Distribuição da População por Grupos Etários | Distribuição da População por Grupos Etários | Distribuição da População por Grupos Etários | Distribuição da População por Grupos Etários | Distribuição da População por Grupos Etários | Distribuição da População por Grupos Etários |
| -------------------------------------------- | -------------------------------------------- | -------------------------------------------- | -------------------------------------------- | -------------------------------------------- | -------------------------------------------- |
| Antes da agregação                           |                                              |                                              |                                              |                                              |                                              |
| Ano                                          | 0-14 anos                                    | 15-24 anos                                   | 25-64 anos                                   | >= 65 anos                                   | Total                                        |
| 2001                                         | 1827                                         | 1651                                         | 5894                                         | 1355                                         | 10727                                        |
| 2011                                         | 1617                                         | 1308                                         | 6390                                         | 1793                                         | 11108                                        |
| Após a agregação                             |                                              |                                              |                                              |                                              |                                              |
| Ano                                          | 0-14 anos                                    | 15-24 anos                                   | 25-64 anos                                   | >= 65 anos                                   | Total                                        |
| 2021                                         | 1414                                         | 1156                                         | 6284                                         | 2495                                         | 11349                                        |

## Política

### Eleições autárquicas
| Data | %     | V  | %       | V       | %     | V   |
| Data | PS    | PS | PSD-CDS | PSD-CDS | IND   | IND |
| ---- | ----- | -- | ------- | ------- | ----- | --- |
| 2013 | 46,10 | 8  | 27,96   | 4       | 11,44 | 1   |
| 2017 | 53,78 | 8  | 19,74   | 3       | 13,27 | 2   |
| 2021 | 34,09 | 5  | 27,31   | 4       | 22,88 | 4   |